# Käkkälöjoki
Käkkälöjoki är ett vattendrag i Finland.   Det ligger i landskapet Birkaland, i den norra delen av landet, 900 km norr om huvudstaden Helsingfors.